# UCI Oceania Tour 2012
Navigation
Édition précédente Édition suivante
L'UCI Oceania Tour 2012 est la huitième édition de l'UCI Oceania Tour, l'un des cinq circuits continentaux de cyclisme de l'Union cycliste internationale. Il est composé de 4 compétitions, organisées du 12 octobre 2011 au 18 mars 2012 en Océanie.
Le leader des points, basé sur les résultats cumulés des courses précédentes, porte le maillot cycliste de l'UCI Oceania Tour. L'Australien Richard Lang est le champion en titre de l'UCI Oceania Tour 2011. Paul Odlin de Nouvelle-Zélande a été couronné champion de l'UCI Oceania Tour 2011-12.

## Évolutions du calendrier
La New Zealand Cycle Classic (ex Tour de Wellington) et les championnats d'Océanie sont une nouvelle fois inscrits au calendrier. Le Herald Sun Tour refait son apparition au programme.

## Calendrier des épreuves

### Octobre 2011
| Date  | Course          | Pays      | Classe | Vainqueur   | Équipe                  |
| ----- | --------------- | --------- | ------ | ----------- | ----------------------- |
| 12-16 | Herald Sun Tour | Australie | 2.1    | Nathan Haas | Genesys Wealth Advisers |

### Janvier 2012
| Date  | Course                    | Pays             | Classe | Vainqueur    | Équipe    |
| ----- | ------------------------- | ---------------- | ------ | ------------ | --------- |
| 25-29 | New Zealand Cycle Classic | Nouvelle-Zélande | 2.2    | Jay McCarthy | Jayco-AIS |

### Mars 2012
| Date | Course                                    | Pays      | Classe | Vainqueur  | Équipe                               |
| ---- | ----------------------------------------- | --------- | ------ | ---------- | ------------------------------------ |
| 16   | Championnats d'Océanie - contre-la-montre | Australie | CC     | Sam Horgan | Équipe nationale de Nouvelle-Zélande |
| 18   | Championnats d'Océanie - course en ligne  | Australie | CC     | Paul Odlin | Équipe nationale de Nouvelle-Zélande |

## Classements finals
Source : UCI Oceania Tour
| #   | Coureur                     | Pays             | Pts |
| 1.  | Paul Odlin                  | Nouvelle-Zélande | 122 |
| 2.  | Nick Aitken *               | Australie        | 78  |
| 3.  | Jay McCarthy *              | Australie        | 57  |
| 4.  | Rhys Pollock                | Australie        | 56  |
| 5.  | Michael Vink *              | Nouvelle-Zélande | 55  |
| 6.  | Mark O'Brien                | Australie        | 50  |
| 7.  | Reinardt Janse van Rensburg | Afrique du Sud   | 46  |
| 8.  | Sam Horgan                  | Nouvelle-Zélande | 45  |
| 9.  | Darren Lapthorne            | Australie        | 43  |
| 10. | Steele Von Hoff             | Australie        | 33  |

| #   | Équipe                           | Pays             | Pts |
| 1.  | Jayco-AIS                        | Australie        | 188 |
| 2.  | Subway                           | Nouvelle-Zélande | 172 |
| 3.  | Drapac                           | Australie        | 140 |
| 4.  | Budget Forklifts                 | Australie        | 92  |
| 5.  | Genesys Wealth Advisers          | Australie        | 56  |
| 6.  | MTN Qhubeka                      | Afrique du Sud   | 46  |
| 7.  | Bissell                          | États-Unis       | 40  |
| 8.  | Argos-Shimano                    | Pays-Bas         | 40  |
| 9.  | Chipotle-First Solar Development | États-Unis       | 33  |
| 10. | Champion System                  | Chine            | 22  |

### Classements par nations
| #  | Pays             | Pts      |
| 1. | Australie        | 1 445,13 |
| 2. | Nouvelle-Zélande | 639      |

| #  | Pays (U23)       | Pts |
| 1. | Australie        | 984 |
| 2. | Nouvelle-Zélande | 248 |